# アーサー・クロック

アーサー・バーナード・クロック (英語: Arthur Bernard Krock、1886年11月16日 - 1974年4月12日）は、アメリカ合衆国のジャーナリスト。

## 初期の経歴と学歴
1886年（1887年）11月16日、アメリカ合衆国でケンタッキー州のグラスゴーにドイツ系ユダヤ人の簿記係であったジョセフ・クロックとユダヤ人とのハーフであったキャロライン・モーリスの息子として生まれた。直後に母親が失明したため、6歳まで祖父母のエマニュエル・モリスとヘンリエッタ・モリスのもとで育てられた。その後母親の視力が回復すると、ふたたび両親とともに住み、1904年にシカゴの高等学校を卒業した。その後プリンストン大学に進学したが経済的理由により1年で中退した。1906年にシカゴのLewis Institute（現・イリノイ工科大学）で準学士号を取得した。

## 私生活
1911年から1938年にかけて、ミネアポリスの鉄道職員の娘であったマーグリット・ポリスと結婚し、息子トーマスをもうけたが1938年に宿痾のため死去した。1939年、シカゴでコラムニストを務めていたマーサ・グレンジャー・ブレアと結婚し、2人の息子をもうけた。